# Державець (книга)
«Держа́вець» (італ. Il Principe) — італійський політичний трактат Нікколо Мак'явеллі. Написаний 1513 року в жанрі князівського зерцала. Опублікований 1532 після смерті автора. Присвячений флорентійському шляхтичу Лоренцо де Медічі, господарю Флоренції в 1516—1519 рр. Узагальнює закономірності політичного життя, визначає роль і місце володаря-державця, дає поради з мистецтва здобуття і утримання влади. Один із базових текстів політичної філософії та європейського раннього модерну. Найвидатніший твір Мак'явеллі, від якого походить термін макіавеллізм — політика, що використовує весь арсенал засобів боротьби для досягнення своєї мети. Справив великий вплив на мислителів: Бекона, Мілтона, Спінозу, Сміта. Був настільною книгою багатьох політичних діячів, зокрема імператора Карла V, гетьмана Івана Мазепи, «отців-засновників» США, Наполеона І, Муссоліні й Сталіна.

## Назва
У більшості європейських мов, починаючи з латинської, трактат відомий під назвою «Князь» (лат. De principe; нім. Der Fürst; англ. The Prince; фр. Le Prince; ісп. El príncipe; пол. Książę); у російській — «Государ» (Государь; за титулом московських царів). Первісна латинська назва — «Про князівства» (лат. De Principatibus). Інші українські назви — «Воло́дар» (переклад 1934), Держа́вотво́рець (переклад 2015).

## Мак'явеллізм
Цікаво, що Мак'явеллізм, себто приписувані Мак'явеллі погляди, далеко не відповідають змісту його вчення.
Макіявеллі претендував на створення нового методу, що його він визначав як видобування максим, або правил успішної політичної діяльності з історії і практичного досвіду в намаганнях написати щось «корисне для дослідника» («Державець», розділ 15…).
Цей метод проілюстровано в «Державці.» (розділ 3), де «загальне правило» (regola generale), згідно з яким «той, хто робить іншого могутнім, нищить себе», взяте з практичного досвіду Макіявеллі, набутого ним упродовж кампанії Людовика XII в Італії, після якої папи Олександр VI та Юлій II зміцнили свою владу за його ж кошти…
Метод Мак'явеллі було названо індуктивним, або науковим тому, що він виводив свої висновки з практичного, або ж історичного досвіду існування людської природи, що залишається незмінною за всіх політичних устроїв, які переживають природний цикл розквіту і занепаду. Хоча даний метод у викладі Макіявеллі містить необґрунтовані положення…, його самобутність полягає в зверненні уваги на стиль поведінки людини (що характерно для Відродження) на противагу наголосу на керівній ролі моральних настанов християнства як основи політики… Його метод заснований на прагматичному й утилітарному підході до політики, на намаганні бути корисним (utile) у виявленні істинної сутності проблеми (verit'a effettuale) на противагу розгляду чисто уявних ситуацій. Це передбачало реалістичне оцінювання політики з точки зору сили і контролю («…управління полягає не в чому іншому як у встановленні такого нагляду за своїми підданими, щоб вони були не в змозі й не мали підстав завдавати вам шкоди»), а оцінювання людської природи — з огляду на її пристрасті і тваринну натуру, тож щоб контролювати її, державець мусить уподібнюватися до кентавра — напівлюдини, напівзвіра, поєднуючи хитрість лисиці з лев'ячою силою, невблаганною чи виваженою залежно від того, чого вимагає «необхідність» («Державець», розділ 18).
На відміну від свого сучасника Гвічардіні (1483—1540) Мак'явеллі не вживав вислову ragione de stato (сутність держави) і не стверджував, що мета виправдовує засоби; скоріше він твердив, що успіх правителя підтверджується вердиктом народу, і йому пробачать вжиття певних заходів, якщо це спричиниться до успіху, оскільки в політиці, «де не існує морального суду, судять за результатами» («Державець», розділ 18)…
Мак'явеллі не ставив моральні стандарти в залежність від політичних, визнаючи, що «державцю годиться дотримувати свого слова, жити чесно, а не обманом», і що «не лише за християнськими канонами, а й за будь-якими людськими канонами неправильно» поводитися з людьми так негуманно, як це робив Філіп Македонський, переселяючи людей з провінції в провінцію" («Державець», розділ 18).
Мак'явеллі також не заперечував важливої ролі релігії в державі як чинника, що робить людей добрими й покірними. Однак, ставлячи політиків перед вибором між публічним успіхом та особистим добробутом, Макіявеллі створює загрозу традиційній моралі. Оскільки чесність хоч і гідна схвалення, людська природа є такою, що «мудрий державець… не може і не повинен дотриматися свого слова, якщо йому це невигідно» («Державець», розділ 18)…
В Європі часів Реформації «Державець» був затаврований як книга, «написана рукою диявола» (бл. 1539), «Коран французьких придворних і довідник для французьких політиків» (1576). Хоча Берлін стверджує, що для Макіявеллі немає ніякої суперечності між двома ціннісними системами, що їх він обстоював, — християнською і язичницькою, — питання про те, чи можна виправдовувати аморальну поведінку політичним успіхом, залишається таким же суперечливим, як і в часи Макіявеллі. Віра Мак'явеллі в те, що доля контролює половину нашого життя («Державець», розділ 25), теж має важливий моральний і політичний підтекст. Правителю необхідно бути «готовим повернути туди, куди віють вітри Долі і як того вимагає від нього мінлива ситуація», і саме це зобов'язує його «часто діяти наперекір обіцянкам, наперекір гідності, наперекір людяності та наперекір релігійним настановам» («Державець», розділ 18). Це також зачіпає питання політичних чеснот і питання про те, хто має правити. Змінити свій стиль поведінки для того, щоб пристосуватися до поворотів долі, людині не просто, але ще невідомо, чи забезпечить успіх правильна поведінка: жорстокий Ганнібал і благочестивий Сципіон домагалися однакових успіхів за допомогою різних засобів («Державець», розділ 17). Отже, для Макіявеллі політичні чесноти (virtur) не мають нічого спільного з традиційною обережною поведінкою, натомість до них входять відвага, сміливість і гнучкість…

## Переклади українською
Вперше українською твір переклав Михайло Островерха, який переклав назву книги як «Володар». Цей переклад з'явився друком у 1934 році у книгозбірні львівського часопису «Літературно-науковий вісник» з ініціативи тодішнього редактора — Дмитра Донцова. Ось як про це згадує сам Михайло Островерха:
«Було це під весну 1934. На Академічній, у Львові, припадково, стрінув я д-ра Дмитра Донцова, редактора „Вістника“. Привіталися. Він поспитав — як довго зупинюся я у Львові, коли вертаюся до Риму й зараз же поставив справу: чи не схотів би я перекласти на українське „Іль Прінчіпе“ Макіявеллія, а він це видасть. Припускаю, що, на це предложення, очі в мене блиснули радістю: знову Донцов сягає глибше й дальше поза наше ґетто? Очевидно, я вхітно погодився на це».
Виправлений та доповнений переклад Островерхи знову вийшов у 1976 року у нью-йоркському видавництві G.A Press, з обкладинкою роботи Едварда Козака.
Вдруге твір Мак'явелі переклав з італійської Анатолій Перепадя який переклав назву книги як «Державець» (1998). Цей переклад перевидавався чотири рази: в 2007, 2013 та 2024 роках.
Втретє твір Мак'явелі переклала з італійської Валентина Балог яка переклала назву книги як «Державотворець» (2015).
Видання, що вийшло у 2024 році у видавництві Лабораторія доповнено передмовою доктора філософських наук, українського історика філософії і перекладача Андрія Дахнія.

### Видання
- Микола Макявель. Володар. Переклад з італійської: Михайло Островерх. Львів: Книгозбірня Вістника, 1934. 117 стор.(аудіокнига)
  - перевидання: Ніккольо Макіявеллі. Володар. Переклад з італійської: Михайло Островерх. Нью-Йорк: G. A. Press, 1976. 162 стор.
- Нікколо Мак'явеллі. Флорентійські хроніки. Державець. Переклад з італійської: Анатоль Перепадя. Київ: Основи, 1998. 492 стор. ISBN 966-500-101-9
  - перевидання: Харків: Фоліо, 2007  ISBN 978-966-03-3847-0; Харків: Фоліо, 2013 ISBN 978-966-03-3849-4; Харків: Будинок друку, 2013 ISBN 978-966-97238-5-7
- Нікколо Макіавеллі. Державотворець. Переклад з італійської: Валентина Балог. Київ: Арій, 2015. 223 стор. (Антологія мудрості) ISBN 978-966-498-396-6
- Нікколо Мак'явеллі. Флорентійські хроніки. Державець. Переклад з італійської: Анатоль Перепадя. Київ: Лабораторія, 2024. 496 стор. ISBN 978-617-8362-62-1[3]

## Різне
Номер 31 у Рейтингу 100 найкращих книг усіх часів журналу Ньюсвік.